# Вознесенська сільська рада (Вознесенський район)
Вознесе́нська сільська́ ра́да — адміністративно-територіальна одиниця та орган місцевого самоврядування в Вознесенському районі Миколаївської області. Адміністративний центр — селище Вознесенське.

## Загальні відомості
- Населення ради: 2 029 осіб (станом на 2001 рік)

## Населені пункти
Сільській раді були підпорядковані населені пункти:
- с-ще Вознесенське
- с. Малосолоне
- с. Рацинська Дача
- с. Солдатське
- с. Степове

## Склад ради
Рада складалася з 16 депутатів та голови.
- Голова ради: Земляний Євген Олексійович
- Секретар ради: Фатеєва Тетяна Євгенівна

### Керівний склад попередніх скликань
| Прізвище, ім'я, по батькові | Основні відомості                                                                       | Дата обрання | Дата звільнення |
| --------------------------- | --------------------------------------------------------------------------------------- | ------------ | --------------- |
| Скибенко Віра Григорівна    | Сільський голова, освіта вища                                                           |              |                 |
| Земляний Євген Олексійович  | Сільський голова, 1957 року народження, освіта середня спеціальна                       |              | 26.03.2006      |
| Білявський Юрій Михайлович  | Сільський голова, 1963 року народження, освіта вища, безпартійний                       | 26.03.2006   | 31.10.2010      |
| Білявський Юрій Михайлович  | Сільський голова, 1963 року народження, освіта вища, член Партії регіонів               | 31.10.2010   | 09.09.2012      |
| Земляний Євген Олексійович  | Сільський голова, 1957 року народження, освіта середня спеціальна, член Партії регіонів | 09.09.2012   |                 |

Примітка: таблиця складена за даними сайту Верховної Ради України

### Депутати
За результатами місцевих виборів 2010 року депутатами ради стали:

#### За суб'єктами висування
| Суб'єкт висування           | Кількість обраних депутатів | %    |
| --------------------------- | --------------------------- | ---- |
| Партія регіонів             | 10                          | 62,5 |
| Самовисування               | 5                           | 31,3 |
| Комуністична партія України | 1                           | 6,3  |

#### За округами
| № округу                    | Прізвище, ім'я, по батькові     | Дата визнання обраним | Освіта             | Партійна приналежність | Відомості про обраного депутата                          |
| --------------------------- | ------------------------------- | --------------------- | ------------------ | ---------------------- | -------------------------------------------------------- |
| Комуністична партія України |                                 |                       |                    |                        |                                                          |
| 2                           | Бесараб Наталія Іванівна        | 04.11.2010            | середня            | позапартійна           | тимчасово не працює                                      |
| Партія регіонів             |                                 |                       |                    |                        |                                                          |
| 1                           | Рибак Валентина Іванівна        | 04.11.2010            | середня спеціальна | позапартійна           | Вознесенська сільська рада, головний бухгалтер           |
| 4                           | Лисенко Анатолій Афанасійович   | 04.11.2010            | середня            | член Партії регіонів   | ФГ «Новацький П. С.», охоронець                          |
| 6                           | Коваленко Олександр Миколайович | 04.11.2010            | вища               | член Партії регіонів   | ВАТ «Укртелеком», монтер електрозв'язку                  |
| 9                           | Іващенко Олексій Олександрович  | 04.11.2010            | середня            | член Партії регіонів   | тимчасово не працює                                      |
| 11                          | Мальована Тетяна Василівна      | 04.11.2010            | середня спеціальна | член Партії регіонів   | Рацинська загальноосвітня школа-інтернат, вихователь     |
| 12                          | Гомель Валентина Василівна      | 04.11.2010            | середня            | член Партії регіонів   | ДП "Вознесенська профдезінфекція, головний бухгалтер     |
| 13                          | Жданова Наталія Федорівна       | 04.11.2010            | середня спеціальна | член Партії регіонів   | тимчасово не працює                                      |
| 14                          | Маляран Ганна Володимирівна     | 04.11.2010            | вища               | член Партії регіонів   | Малосолонівська загальноосвітня школа І ст., завідувачка |
| 15                          | Онуфрійчук Тетяна Володимирівна | 04.11.2010            | середня            | член Партії регіонів   | фельдшерсько-акушерський пункт с. Степове, завідувачка   |
| 16                          | Суліма Наталія Анатоліївна      | 04.11.2010            | вища               | член Партії регіонів   | Малосолонівська загальноосвітня школа І ст., вчитель     |
| Самовисування               |                                 |                       |                    |                        |                                                          |
| 3                           | Фанта Світлана Василівна        | 04.11.2010            | вища               | позапартійна           | Вознесенський сільський клуб, завідувачка                |
| 5                           | Албул Олександр Борисович       | 04.11.2010            | вища               | позапартійний          | Вознесенська загальноосвітня школа I-III ст., вчитель    |
| 7                           | Фатєєва Тетяна Євгеніївна       | 04.11.2010            | середня            | позапартійна           |                                                          |
| 8                           | Сенюк Лідія Володимирівна       | 04.11.2010            | середня            | позапартійна           | Вознесенська сільська рада, інспектор по обліку          |
| 10                          | Чапчай Микола Володимирович     | 04.11.2010            | середня            | позапартійний          | ФГ «Чапчай М. В.», фермер                                |